# Gabriel Cowan
Pour les articles homonymes, voir Cowan.
Gabriel Cowan, né le 4 décembre 1973 à Los Angeles (États-Unis), est un réalisateur, compositeur et producteur de cinéma américain.
Il réalise des documentaires, des films d'horreur, des drames et des comédies.

## Biographie
Gabriel Cowan est originellement un musicien. À 18 ans, il travaille avec Robbie Robertson pour la musique du film Jimmy Hollywood et signe un contrat avec Geffen Records. Avec David Arquette, il forme ensuite un groupe qui aide pour la musique de Scream 2 et Scream 3. Après une carrière peu satisfaisante pour des publicités à la télévision, Cowan retourne à l'école et obtient un diplôme de maîtrise en réalisation de films. À CalArts, il co-écrit et co-réalise Breathing Room avec John Suits, qu'il a rencontré à l'école de cinéma. Il réalise également, tourne et produit Flower in the Gun Barrel (en), un documentaire qui explore les complexités du pardon et de la réconciliation au Rwanda après le génocide. Le film est produit par Amiee Clark et Monica Forouzesh, et est raconté par Martin Sheen. Après avoir obtenu son diplôme, Cowan réalise Parasites, qui est devenu la location d'horreur numéro un sur iTunes. Cowan et Suits collaborent ensuite sur Extracted et Static, deux films qu'ils coproduisent et co-écrivent.
En 2012, Cowan réalise et produit 3 Nights in the Desert. Avec New Artists Alliance, qu'il a formé avec Suits, il produit Bad Milo!, The Scribbler et Cheap Thrills.
En 2013, il produit Just Before I Go, le premier film de Courteney Cox.

## Récompenses et distinctions
- (en) Gabriel Cowan: Awards, sur l'Internet Movie Database